# 肾形逍遥蛛
肾形逍遥蛛（学名：Philodromus renarius）为逍遥蛛科逍遥蛛属的动物。在中国大陆，分布于内蒙古等地。该物种的模式产地在内蒙古。